# Championnat d'Europe de football des moins de 19 ans 2018
Navigation
Euro 2017 Euro 2019
La phase finale du 67e Championnat d'Europe de football des moins de 19 ans se déroule en Finlande du 16 au 29 juillet 2018. Les joueurs nés après le 1er janvier 1999 peuvent participer à cette compétition.

## Qualifications
Les qualifications se disputent sur deux tours, uniquement par groupes de 4 équipes. Chaque groupe se joue sur le terrain unique de l'une des quatre équipes qui en fait partie, en tournoi toutes rondes simple. Le premier tour de qualification comprend 13 groupes (52 équipes), le second tour comprend 7 groupes (28 équipes). Outre la Finlande, qualifiée d'office pour la phase finale en tant que pays organisateur, l'Espagne et le Portugal sont exemptés de premier tour au bénéfice de leur position en tête du classement européen de la catégorie et font donc leur entrée au second (tour élite).

### Premier tour de qualification
Les deux premiers de chaque groupe (26 équipes) sont qualifiés pour le « tour élite ».

### Tour Élite
Le second tour, qui a lieu au printemps, concerne 28 équipes, dont l'Espagne et le Portugal qui font leur entrée dans la compétition. Les sept vainqueurs de poule se qualifient pour la phase finale.
| Rang | Équipe    | Pts | J | G | N | P | Bp | Bc | Diff |
| ---- | --------- | --- | - | - | - | - | -- | -- | ---- |
| 1    | Norvège   | 6   | 3 | 2 | 0 | 1 | 11 | 12 | -1   |
| 2    | Allemagne | 6   | 3 | 2 | 0 | 1 | 9  | 6  | +3   |
| 3    | Écosse    | 3   | 3 | 1 | 0 | 2 | 6  | 8  | -2   |
| 4    | Pays-Bas  | 3   | 3 | 1 | 0 | 2 | 7  | 7  | 0    |

| Rang | Équipe     | Pts | J | G | N | P | Bp | Bc | Diff |
| ---- | ---------- | --- | - | - | - | - | -- | -- | ---- |
| 1    | Angleterre | 6   | 3 | 2 | 0 | 1 | 7  | 3  | +4   |
| 2    | Lettonie   | 6   | 3 | 2 | 0 | 1 | 5  | 6  | -1   |
| 3    | Hongrie    | 3   | 3 | 1 | 0 | 2 | 7  | 10 | -3   |
| 4    | Macédoine  | 3   | 3 | 1 | 0 | 2 | 6  | 6  | 0    |

| Rang | Équipe   | Pts | J | G | N | P | Bp | Bc | Diff |
| ---- | -------- | --- | - | - | - | - | -- | -- | ---- |
| 1    | Italie   | 7   | 3 | 2 | 1 | 0 | 7  | 4  | +3   |
| 2    | Pologne  | 4   | 3 | 1 | 1 | 1 | 6  | 5  | +1   |
| 3    | Grèce    | 3   | 3 | 1 | 0 | 2 | 4  | 7  | -3   |
| 4    | Tchéquie | 2   | 3 | 0 | 2 | 1 | 3  | 4  | -1   |

| Rang | Équipe   | Pts | J | G | N | P | Bp | Bc | Diff |
| ---- | -------- | --- | - | - | - | - | -- | -- | ---- |
| 1    | Ukraine  | 7   | 3 | 2 | 1 | 0 | 4  | 2  | +2   |
| 2    | Roumanie | 6   | 3 | 2 | 0 | 1 | 7  | 3  | +4   |
| 3    | Serbie   | 3   | 3 | 1 | 0 | 2 | 4  | 8  | -4   |
| 4    | Suède    | 1   | 3 | 0 | 1 | 2 | 3  | 5  | -2   |

| Rang | Équipe               | Pts | J | G | N | P | Bp | Bc | Diff |
| ---- | -------------------- | --- | - | - | - | - | -- | -- | ---- |
| 1    | Portugal             | 9   | 3 | 3 | 0 | 0 | 10 | 0  | +10  |
| 2    | République d'Irlande | 4   | 3 | 1 | 1 | 1 | 4  | 5  | -1   |
| 3    | Kosovo               | 3   | 3 | 1 | 0 | 2 | 2  | 9  | -7   |
| 4    | Slovaquie            | 1   | 3 | 0 | 1 | 2 | 2  | 4  | -2   |

| Rang | Équipe   | Pts | J | G | N | P | Bp | Bc | Diff |
| ---- | -------- | --- | - | - | - | - | -- | -- | ---- |
| 1    | France   | 9   | 3 | 3 | 0 | 0 | 9  | 4  | +5   |
| 2    | Espagne  | 4   | 3 | 1 | 1 | 1 | 5  | 4  | +1   |
| 3    | Belgique | 3   | 3 | 1 | 0 | 2 | 4  | 6  | -2   |
| 4    | Bulgarie | 1   | 3 | 0 | 1 | 2 | 0  | 4  | -4   |

| Rang | Équipe             | Pts | J | G | N | P | Bp | Bc | Diff |
| ---- | ------------------ | --- | - | - | - | - | -- | -- | ---- |
| 1    | Turquie            | 7   | 3 | 2 | 1 | 0 | 5  | 2  | +3   |
| 2    | Danemark           | 5   | 3 | 1 | 2 | 0 | 6  | 5  | +1   |
| 3    | Autriche           | 4   | 3 | 1 | 1 | 1 | 5  | 4  | +1   |
| 4    | Bosnie-Herzégovine | 0   | 3 | 0 | 0 | 3 | 3  | 8  | -5   |

## Phase finale
Qualifiés
| - Finlande (qualifié d'office) - Norvège - Angleterre - Italie | - Ukraine - Portugal - France - Turquie |

Le tirage au sort a lieu le 30 mai 2018.
Les équipes sont réparties en deux groupes de quatre où chaque équipe se rencontre une seule fois. Les deux premiers de chaque groupe se qualifient pour les demi-finales. Le classement se fait sur :
- Le nombre de points  ;
- La différence de buts générale  ;
- Le nombre de buts marqués  ;
- Le résultat du match entre les équipes ex æquo

### Groupe A
| Rang | Équipe   | Pts | J | G | N | P | Bp | Bc | Diff |
| ---- | -------- | --- | - | - | - | - | -- | -- | ---- |
| 1    | Italie   | 7   | 3 | 2 | 1 | 0 | 5  | 3  | +2   |
| 2    | Portugal | 6   | 3 | 2 | 0 | 1 | 8  | 4  | +4   |
| 3    | Norvège  | 4   | 3 | 1 | 1 | 1 | 5  | 6  | -1   |
| 4    | Finlande | 0   | 3 | 0 | 0 | 3 | 2  | 7  | -5   |

- Qualifié pour les demi-finales et pour la Coupe du monde des moins de 20 ans 2019
- Dispute le match de qualification pour la Coupe du monde des moins de 20 ans 2019

### Groupe B
| Rang | Équipe     | Pts | J | G | N | P | Bp | Bc | Diff |
| ---- | ---------- | --- | - | - | - | - | -- | -- | ---- |
| 1    | Ukraine    | 7   | 3 | 2 | 1 | 0 | 4  | 2  | +2   |
| 2    | France     | 6   | 3 | 2 | 0 | 1 | 11 | 2  | +9   |
| 3    | Angleterre | 4   | 3 | 1 | 1 | 1 | 4  | 8  | -4   |
| 4    | Turquie    | 0   | 3 | 0 | 0 | 3 | 2  | 9  | -7   |

- Qualifié pour les demi-finales et pour la Coupe du monde des moins de 20 ans 2019
- Dispute le match de qualification pour la Coupe du monde des moins de 20 ans 2019

### Tableau final
|  | Demi-finales | Demi-finales |        |   | Finale | Finale |
|  | Demi-finales | Demi-finales |        |   | Finale | Finale |
|  |              |              |        |   |        |        |
|  |              |              |        |   |        |        |
|  |              |              |        |   |        |        |
|  | Italie       | 2            |        |   |        |        |
|  | Italie       | 2            |        |   |        |        |
|  | France       | 0            |        |   |        |        |
|  | France       | 0            | Italie | 3 |        |        |
|  |              |              | Italie | 3 |        |        |
|  |              | Portugal     | 4 ap   |   |        |        |
|  | Ukraine      | Portugal     | 4 ap   | 0 |        |        |
|  | Ukraine      |              |        | 0 |        |        |
|  | Portugal     | 5            |        |   |        |        |
|  | Portugal     | 5            |        |   |        |        |

### Demi-finales
| Demi-finale 1          | Ukraine | 0 - 5   | Portugal                                      | Stade Hietalahti, Vaasa            |                                    |
| 26 juillet 2018 15 h 0 |         | (0 - 5) | 2e Correia · 19e 21e Filipe · 28e 30e Trincão | Arbitrage : Manuel Schuettengruber | Arbitrage : Manuel Schuettengruber |
| 26 juillet 2018 15 h 0 | Rapport |         |                                               | Arbitrage : Manuel Schuettengruber | Arbitrage : Manuel Schuettengruber |

| Demi-finale 2          | Italie                | 2 - 0   | France | Stade Hietalahti, Vaasa     |                             |
| 26 juillet 2018 19 h 0 | Capone 26e · Kean 31e | (2 - 0) |        | Arbitrage : Jonathan Lardot | Arbitrage : Jonathan Lardot |
| 26 juillet 2018 19 h 0 | Rapport               |         |        | Arbitrage : Jonathan Lardot | Arbitrage : Jonathan Lardot |

### Finale
| Finale                  | Italie                       | 3 - 4 a. p. | Portugal                                       | OmaSP Stadion, Seinäjoki          |                                   |
| 29 juillet 2018 19 h 30 | Kean 75e 76e · Scamacca 107e | (0 - 1)     | 45+1e 104e Filipe · 72e Trincão · 109e Correia | Arbitrage : Juan Martinez Munuera | Arbitrage : Juan Martinez Munuera |

### Match pour la5eplace (qualification pour la Coupe du monde des moins de 20 ans)
Ce match pour la 5e place entre les deux 3es de groupe est qualificatif pour le mondial 2019 des moins de 20 ans.
| Match pour la 5e place | Norvège                                                      | 3 - 0   | Angleterre | OmaSP Stadion, Seinäjoki       |                                |
| 26 juillet 2018 13 h 0 | Erik Botheim 75e · Eman Markovic 85e · Jens Petter Hauge 90e | (0 - 0) |            | Arbitrage : Bartosz Frankowski | Arbitrage : Bartosz Frankowski |
| 26 juillet 2018 13 h 0 | Rapport                                                      |         |            | Arbitrage : Bartosz Frankowski | Arbitrage : Bartosz Frankowski |

Pays qualifiés pour la Coupe du Monde des moins de 20 ans 2019 en Pologne :
- Pologne (qualifiée d'office en tant que pays hôte)
- Italie
- Portugal
- Ukraine
- France
- Norvège